# 豪拉斯泰萊克

豪拉斯泰萊克是匈牙利的城市，位於該國北部多瑙河畔，由佩斯州負責管轄，面積8.64平方公里，2011年人口9,080，其中約一半居民信奉天主教。

## 外部連結
- Official website of Halásztelek（页面存档备份，存于） （匈牙利文）
- Tourist information for Halásztelek （匈牙利文）
- Aerial photographs of Halásztelek（页面存档备份，存于）
- Map of Halásztelek（页面存档备份，存于）
- Pictures of Malonyay Castle
- Tököl-Halásztelek Reformed Church community website（页面存档备份，存于） （匈牙利文）